# Nichole Sakura
Nichole Sakura (* 15. Dezember 1989 im Santa Clara County als Nichole Sakura O’Connor, Kalifornien) ist eine US-amerikanische Schauspielerin. Bis August 2020 trat sie unter dem Künstlernamen Nichole Bloom bzw. Nicole Brydon Bloom auf.

## Leben
Bloom ist japanischer und irischer Abstammung. Sie spielte erstmals 2010 in dem Film Everyday mit.

## Filmografie
Filme und Fernsehserien
- 2010: Everyday
- 2011: Carpool
- 2012: Project X
- 2012: Lazy Me
- 2012: Model Minority
- 2013: Full Circle
- 2013: Kiko in America
- 2014: Teen Wolf (Fernsehserie, 2 Folgen)
- 2014: Grey’s Anatomy (Fernsehserie, Folge 10x24 Fear (of the Unknown))
- 2014–2016: Shameless (Fernsehserie, 17 Folgen)
- 2015: Man Up
- 2015–2021: Superstore (Fernsehserie, 105 Folgen)
- 2016: Teenage Cocktail
- 2017: Guest Appearances (Fernsehserie, 2 Folgen)
- 2017: Lazer Team 2
- 2017–2019: OK K.O.! Let’s Be Heroes (Fernsehserie, Stimme, 8 Folgen)
- 2018, 2020: Robot Chicken (Fernsehserie, 2 Folgen, Stimme)
- 2019: The Apartment – Willkommen im Alptraum
- 2022: Maggie (Fernsehserie, 13 Folgen)
- 2023: Ghosts (Fernsehserie, 3 Folgen)
- 2023: Please Don’t Destroy – The Treasure of Foggy Mountain
- seit 2023: Kiff (Fernsehserie, Stimme)
- 2024: Micro Budget
- 2024: The Finnish Line (Fernsehfilm)
- 2025: Royal-ish (Fernsehfilm)

Videospiele
- 2015: Until Dawn (Rolle der Emily)